# Saison 1 de Fais pas ci, fais pas ça
Chronologie
Saison 2
Cet article présente la première saison de la série télévisée Fais pas ci, fais pas ça, diffusée entre le 5 septembre 2007 et le 6 décembre 2007 sur France 2.

## Résumé de la saison
Inspirée de faits réels, vécus, chaque jour, par des millions de parents et d’enfants, cette série, tournée dans des décors naturels à la manière d’un « docu-soap », suit le quotidien de deux familles déjantées pendant toute une année scolaire. Lepic ou Bouley, ils sont des parents immatures, névrosés et angoissés par leurs responsabilités.

## Épisodes

### Épisode 1:La Rentrée des classes
- France : 8 septembre 2007 sur France 2

### Épisode 2:Solidarité familiale
- France : 15 septembre 2007 sur France 2

### Épisode 3:Plein la tête
- France : 22 septembre 2007 sur France 2

### Épisode 4:Les Bonnes Résolutions
- France : 29 septembre 2007 sur France 2

### Épisode 5:Les Dix Commandements
- France : 28 septembre 2007 sur France 2

### Épisode 6:L'Anniversaire des filles
- France : 6 octobre 2007 sur France 2

### Épisode 7:Le Premier Bulletin
- France : 13 octobre 2007 sur France 2

### Épisode 8:Toussaint
- France : 20 octobre 2007 sur France 2

Tandis que Tiphaine reste auprès de sa mère, Denis séjourne avec son fils Eliott chez ses parents. Bien vite la cohabitation intergénérationnelle s'avère problématique. Denis se voit reprocher son inactivité professionnelle; il est contraint d'effectuer des corvées harassantes. Eliott pour sa part est très gâté par ses grands-parents qui lui passent tout : télévision à outrance, excès de confiseries, réduction du nombre de bains, ... La joie de Valérie de bénéficier de la compagnie de sa fille Tiphaine est vite écourtée car cette dernière est invitée à La Baule-Escoublac, laissant sa mère seule. Denis sollicite une explication avec ses parents. Il s'aperçoit que ses parents souhaitaient surtout la présence de leur petit-fils et moins la sienne car ils entendent mener leur vie à leur guise et profiter seuls de la présence d'Eliott. Leurs plans sont contrariés car Valérie séjourne à son tour chez ses beaux-parents. 

### Épisode 9:Pas d'inquiétude
- France : 2 novembre 2007 sur France 2

Les Lepic sont inquiets : leur fils Christophe présente un état de fatigue anormal. Fabienne le soupçonne de se droguer. Elle croit déceler de nombreux indices concordants (notes scolaires médiocres, argent de poche insuffisant) ; Renaud garde son sang-froid et décide dans un premier temps d'observer son fils aîné. Les parents Lepic culpabilisent car ils estiment ne pas avoir suffisamment dialogué au sujet des substances toxiques. Fabienne ne se maîtrise plus et Renaud cherche dans la littérature scientifique les réponses à ses questions. En réalité Christophe, amoureux de sa professeure de mathématiques, avait besoin d'argent pour lui offrir des fleurs. Renaud et Fabienne minimisent le caractère délicat de la situation et engagent un professeur particulier de sexe masculin pour aider leur fils à combler ses lacunes.

### Épisode 10:Coup de froid
- France : 30 novembre 2007 sur France 2

Les Bouley sont sur le point d'accueillir chez eux Katia, jeune fille au pair originaire d'Ukraine. Son rôle est d'aider Denis surchargé par les tâches ménagères et s'occuper d'Eliott. Cependant, c'est Irina, cousine de ladite Katia - retenue par une maladie -, qui arrive dans la famille. Son aspect négligé et ingrat rebute les Bouley. Denis tente de lui donner un cours d'hygiène et de se montrer tolérant, ce qui est loin d'être le cas de Valérie qui souhaite le départ d'Irina. Denis, à bout de patience finit par conduire Irina dans une autre famille, mais elle s'enfuit ce qui culpabilise les Bouley. Ils sont sidérés d'apprendre qu'Irina a déposé contre eux une plainte pour tentative de proxénétisme.

### Épisode 11:Toute vérité n'est pas bonne à dire
- France : 6 décembre 2007 sur France 2

Soline Lepic est perturbée. Lorsqu'elle vole des petits gâteaux dans un magasin, sa mère prend conscience que Soline va mal : elle est persuadée que son père préfère son frère Christophe à ses filles. Le comportement de Renaud - qui adresse en ce moment de multiples remarques à ses filles - semble lui donner raison. Soline récidive et commet un nouveau larcin. Fabienne tente d'expliquer à Renaud qu'il adopte souvent une attitude machiste. Renaud est médusé car à ses yeux il ne marque pas de prédilection à l'égard de son fils. Une discussion entre Renaud et Valérie remet les choses à leur juste place ... avant que Charlotte à son tour ne dérobe un vêtement dans un magasin.

### Épisode 12:Ce n'est qu'un au revoir
- France : 13 décembre 2007 sur France 2

Tiphaine veut partir en Grèce avec une amie (Sophie Marchal), pour les vacances de Noël. À Valérie qui refuse cette perspective, Tiphaine rétorque qu'elle est homophobe car le père de Sophie - qui accueillera sa fille pour les vacances - s'est pacsé avec son compagnon. Denis jusqu'ici refusait de s'en mêler car il craignait que Tiphaine n'accepte pas l'autorité d'un beau-père. Lorsqu'il tente de discuter avec sa belle-fille cette dernière affirme qu'elle a trop de personnalité pour s'entendre avec sa mère et coupe court en allant chez une amie. Denis - à qui Tiphaine a reproché d'être soumis aux exigences de sa femme - et Valérie décident de fixer des règles de vie à la maison. Denis est chargé de les rédiger. Tiphaine s'y oppose formellement. Contre toute attente, Denis la remet efficacement à sa place.